# Atentado en Spen Khawri de 2012
El Atentado en Spen Khawri de 2012 fue un hecho sucedido el sábado 21 de julio de dicho año en la frontera de los distritos de Kurrum y Orakzai (Área noroccidental de Pakistán), considerados puerto seguro de milicianos vinculados a Al Qaeda.
Murieron 10 personas y quedaron 25 heridos.
Mientras en la provincia de Baluchistán, en el sur del país, insurgentes atacaron un puesto de la guardia costera, matando a seis personas, según dijeron autoridades locales.

## Desarrollo
El objetivo del ataque era el clérigo antitalibán Maulvi Nabi.
Un terrorista suicida hizo explotar una carga explosiva que portaba en la entrada del cuartel general que posee, en el área de Pin Thall, Nabi, que lucha contra los talibanes paquistaníes (Agrupados bajo las siglas TTP)
Entre los muertos se encuentran cuatro miembros de la milicia deNabi, que perteneció anteriormente al TTP, pero que ahora está enfrentado a ellos por diferencias con la agrupación.
El área de influencia de los talibanes se extiende a lo largo de la frontera afgano-paquistaní, sobre todo en sus principales bastiones, ubicados en la demarcación de Waziristán del Norte, situada al sur de Kurram.
Entre los 10 fallecidos hay tres niños.
Los heridos fueron evacuados a un hospital en la localidad cercana de Hangu. Un funcionario del hospital dijo que había varios heridos en estado crítico.